# Pucaranra
Le Pucaranra, ou Pukaranra, est un sommet de la cordillère Blanche dans les Andes péruviennes, d'une altitude de 6 147 mètres.

## Toponymie
Pucaranra vient du quechua puka = « rouge » et ranra = « éboulis », soit « éboulis rouge ».

## Géographie
Il est situé à la limite de la province de Huaraz et de la province de Carhuaz, dans la région d'Ancash, au sud-ouest du mont Chinchey à proximité du Palcaraju. À sa base se trouve le lac Palcacocha, à l'intérieur de la Quebrada de Cojup.

## Histoire
Le 5 juillet 1948, l'expédition du Clup alpin de l'Académie suisse, dirigée par Frédéric Marmillod et composée de Ruedi Schmid, Bernhard Lauterberg et Fritz Sigrist, réalise la première ascension du Pucaranra par l'arête sud-est,. Après cette première ascension, d'autres expéditions ont atteint son sommet par d'autres voies.

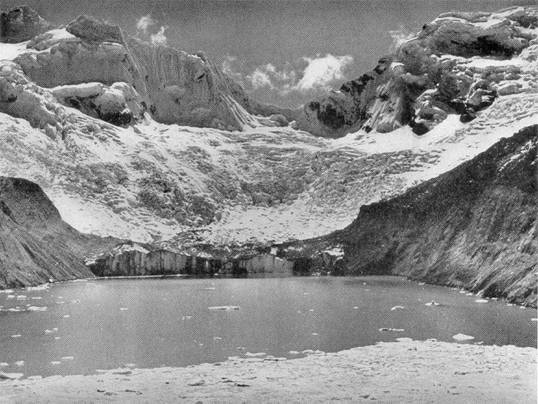
Les Nevados Palcaraju (à gauche) et Pucaranra (à droite), au premier plan la laguna Palcacocha en 1939 (avant la crue de 1941).
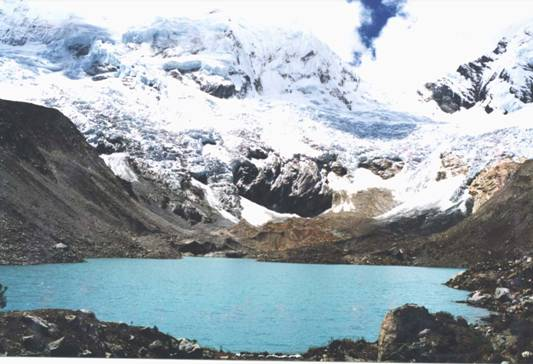
Les Nevados Palcaraju, Pucaranra, et la laguna Palcacocha en 2002.